# 로이즈 빌딩
로이즈 빌딩(영어: Lloyd’s Building)은 보험회사 런던로이즈의 본사이다. 런던의 금융업 중심지인 시티오브런던의 옛 동인도 회사 자리에 지어졌다. 내부 공간 확보를 위해 환기구와 승강기가 외벽 밖으로 노출된 형태이며 급진적 보웰리즘 건축을 잘 보여준다.
1986년 빌딩 완공 이후 25년이 흐른 2011년에 로이즈 빌딩은 1등급 등록문화재로 지정되었다. 지정 당시 등록문화재 가운데 가장 새로 지어진 건물이었다. 히스토릭 잉글랜드는 “현시대를 대표하는 중요한 건물 중 하나로 널리 인식된다”고 평했다.